# Simone Inzaghi
Simone Inzaghi (5. duben 1976, Piacenza, Itálie) je italský fotbalový trenér a bývalý fotbalový útočník. Od roku 2025 trenér saúdskoarabského Al Hilal.
Jako hráč se stal s týmem Lazia mistrem v lize (1999/00), třikrát vítězem italského poháru (1999/00, 2003/04, 2008/09), dvakrát superpoháru (2000, 2009) a evropského superpoháru (1999).
Jako trenér vedl dva kluby a je rekordmanem v počtu vítězství v italském superpoháru (2017, 2019, 2021, 2022, 2023). Také vyhrál třikrát Italský pohár (2018/19, 2021/22, 2022/23) a jeden titul (2023/24). 

## Hráčská kariéra
Mladší bratr Filippa Inzaghiho Simone hrával na pozici útočníka v italských klubech. Největší část své hráčské kariéry strávil v Piacenze a v Laziu Řím. S římským celkem vyhrál scudetto (v sezóně 1999/00), jednou Superpohár UEFA, třikrát Coppu Italia a dvakrát Supercoppu italiana. Během své kariéry odehrál také tři zápasy v dresu italské reprezentace.

## Trenérská kariéra
Po ukončení své hráčské kariéry získal trenérskou licenci a poté, co se šest let pohyboval na trenérských postech v akademii Lazia, se stal hlavním trenérem římského klubu v roce 2016, kde nahradil Stefana Pioliho. Z pozice hlavního trenéra dotáhl klub k jednomu vítězství v Coppa Italia a k ziskům dvěma Supercoppám italiana. V roce 2021 přešel do jiného italského klubu, když se stal hlavním trenérem Interu Milán po odchodu Antonia Conteho. S týmem postoupil, v roce 2023, do finále Ligy mistrů.
Jako trenér Inzaghi preferuje rozestavení 3–5–2 (nebo 5–3–2) s wingbacky, kteří se zapojují do ofenzivy.

## Hráčská statistika
| Sezóna          | Klub            | Liga            | Liga   | Liga | Ligové poháry | Ligové poháry | Ligové poháry | Kontinentální poháry | Kontinentální poháry | Kontinentální poháry | Celkem | Celkem |
| Sezóna          | Klub            | Soutěž          | Zápasy | Góly | Soutěž        | Zápasy        | Góly          | Soutěž               | Zápasy               | Góly                 | Zápasy | Góly   |
| --------------- | --------------- | --------------- | ------ | ---- | ------------- | ------------- | ------------- | -------------------- | -------------------- | -------------------- | ------ | ------ |
| 1994/95         | Carpi           | Serie C1        | 9      | 0    | -             | 0             | 0             | -                    | 0                    | 0                    | 9      | 0      |
| 1995/96         | Novara          | Serie C2        | 23     | 4    | -             | 0             | 0             | -                    | 0                    | 0                    | 23     | 4      |
| 1996/97         | Lumezzane       | Serie C2        | 23     | 6    | -             | 0             | 0             | -                    | 0                    | 0                    | 23     | 6      |
| 1997            | Piacenza        | Serie A         | 0      | 0    | IP            | 1             | 0             | -                    | 0                    | 0                    | 1      | 0      |
| 1997/98         | Brescello       | Serie C1        | 21     | 10   | -             | 0             | 0             | -                    | 0                    | 0                    | 21     | 10     |
| 1998/99         | Piacenza        | Serie A         | 30     | 15   | IP            | 0             | 0             | -                    | 0                    | 0                    | 30     | 15     |
| 1999/00         | Lazio           | Serie A         | 22     | 7    | IP            | 6             | 3             | LM+ES                | 11+1                 | 9+0                  | 40     | 19     |
| 2000/01         | Lazio           | Serie A         | 13     | 4    | IP+IS         | 1+0           | 0             | LM                   | 9                    | 3                    | 23     | 7      |
| 2001/02         | Lazio           | Serie A         | 20     | 5    | IP            | 2             | 1             | LM                   | 6                    | 0                    | 28     | 6      |
| 2002/03         | Lazio           | Serie A         | 18     | 4    | IP            | 3             | 1             | PU                   | 8                    | 4                    | 29     | 9      |
| 2003/04         | Lazio           | Serie A         | 24     | 6    | IP            | 4             | 1             | LM                   | 5                    | 3                    | 33     | 10     |
| 2004/05         | Lazio           | Serie A         | 12     | 1    | IP+IS         | 1+0           | 0             | PU                   | 3                    | 1                    | 16     | 2      |
| 2005            | Sampdoria       | Serie A         | 5      | 0    | IP            | 2             | 0             | -                    | 0                    | 0                    | 7      | 0      |
| 2005/06         | Lazio           | Serie A         | 7      | 0    | IP            | 2             | 1             | Int.                 | 0                    | 0                    | 9      | 1      |
| 2006/07         | Lazio           | Serie A         | 5      | 0    | IP            | 0             | 0             | -                    | 0                    | 0                    | 5      | 0      |
| 2007/08         | Atalanta        | Serie A         | 19     | 0    | IP            | 0             | 0             | -                    | 0                    | 0                    | 19     | 0      |
| 2008/09         | Lazio           | Serie A         | 9      | 1    | IP            | 1             | 0             | -                    | 0                    | 0                    | 10     | 1      |
| 2009/10         | Lazio           | Serie A         | 3      | 0    | IP+IS         | 0+0           | 0             | EL                   | 0                    | 0                    | 3      | 0      |
| Celkem za Lazio | Celkem za Lazio | Celkem za Lazio | 133    | 28   | -             | 20            | 7             | -                    | 43                   | 20                   | 196    | 55     |
| Celkově         | Celkově         | Celkově         | 163    | 63   | -             | 22            | 7             | -                    | 43                   | 20                   | 229    | 90     |

### Reprezentační
| Itálie | Itálie | Itálie |
| Rok    | Zápasy | Góly   |
| ------ | ------ | ------ |
| 2000   | 2      | 0      |
| 2001   | 0      | 0      |
| 2002   | 0      | 0      |
| 2003   | 1      | 0      |
| Celkem | 3      | 0      |

## Trenérská statistika
| Sezóna          | Klub            | Liga            | Liga   | Liga  | Liga   | Liga   | Liga                      | Národní poháry | Národní poháry | Národní poháry | Národní poháry | Národní poháry | Národní poháry   | Kontinentální poháry | Kontinentální poháry | Kontinentální poháry | Kontinentální poháry | Kontinentální poháry | Kontinentální poháry | Celkem | Celkem | Celkem | Celkem |
| Sezóna          | Klub            | Soutěž          | Zápasy | Výhry | Remízy | Prohry | Umístění                  | Soutěž         | Zápasy         | Výhry          | Remízy         | Prohry         | Úspěch           | Soutěž               | Zápasy               | Výhry                | Remízy               | Prohry               | Úspěch               | Zápasy | Výhry  | Remízy | Prohry |
| --------------- | --------------- | --------------- | ------ | ----- | ------ | ------ | ------------------------- | -------------- | -------------- | -------------- | -------------- | -------------- | ---------------- | -------------------- | -------------------- | -------------------- | -------------------- | -------------------- | -------------------- | ------ | ------ | ------ | ------ |
| 2016            | Lazio           | Serie A         | 7      | 4     | 0      | 3      | Nastoupil v dub. 8. místo | -              | 0              | 0              | 0              | 0              | -                | -                    | 0                    | 0                    | 0                    | 0                    | -                    | 4      | 4      | 0      | 3      |
| 2016/17         | Lazio           | Serie A         | 38     | 21    | 7      | 10     | 5. místo                  | IP             | 5              | 3              | 0              | 2              | Stříbrná medaile | -                    | 0                    | 0                    | 0                    | 0                    | -                    | 38     | 21     | 7      | 10     |
| 2017/18         | Lazio           | Serie A         | 38     | 21    | 9      | 8      | 5. místo                  | IP+IS          | 4+1            | 2+1            | 2              | 0              | Semifinále+      | EL                   | 12                   | 7                    | 2                    | 3                    | -                    | 55     | 31     | 13     | 11     |
| 2018/19         | Lazio           | Serie A         | 38     | 17    | 8      | 13     | 8. místo                  | IP             | 5              | 3              | 2              | 0              |                  | EL                   | 8                    | 3                    | 0                    | 5                    | -                    | 51     | 23     | 10     | 18     |
| 2019/20         | Lazio           | Serie A         | 38     | 24    | 6      | 8      | 4. místo                  | IP+IS          | 2+1            | 1+1            | 0              | 1              |                  | EL                   | 6                    | 2                    | 0                    | 4                    | -                    | 47     | 28     | 6      | 13     |
| 2020/21         | Lazio           | Serie A         | 38     | 21    | 5      | 12     | 6. místo                  | IP             | 2              | 1              | 0              | 1              | -                | LM                   | 8                    | 2                    | 4                    | 2                    | -                    | 48     | 24     | 9      | 15     |
| Celkem za Lazio | Celkem za Lazio | Celkem za Lazio | 197    | 108   | 35     | 54     | -                         | -              | 20             | 12             | 4              | 4              | -                | -                    | 34                   | 14                   | 6                    | 14                   | -                    | 251    | 134    | 45     | 72     |
| 2021/22         | Inter           | Serie A         | 38     | 25    | 9      | 4      | Stříbrná medaile          | IP+IS          | 5+1            | 4+1            | 1              | 0              | +                | LM                   | 8                    | 4                    | 1                    | 3                    | -                    | 52     | 34     | 11     | 7      |
| 2022/23         | Inter           | Serie A         | 38     | 23    | 3      | 12     | Bronzová medaile          | IP+IS          | 5+1            | 4+1            | 1              | 0              | +                | LM                   | 13                   | 7                    | 3                    | 3                    | Stříbrná medaile     | 57     | 35     | 7      | 15     |
| 2023/24         | Inter           | Serie A         | 38     | 29    | 7      | 2      |                           | IP+IS          | 1+2            | 0+2            | 0+0            | 0+1            |                  | LM                   | 8                    | 4                    | 3                    | 1                    | -                    | 49     | 35     | 10     | 4      |
| 2024/25         | Inter           | Serie A         | ?      | ?     | ?      | ?      | ?. místo                  | IP+IS          | ?+?            | ?              | ?              | ?              | -                | LM                   | ?                    | ?                    | ?                    | ?                    | -                    | ?      | ?      | ?      | ?      |
| Celkem za Inter | Celkem za Inter | Celkem za Inter | 114    | 77    | 19     | 18     | -                         | -              | 15             | 12             | 2              | 1              | -                | -                    | 29                   | 15                   | 7                    | 7                    | -                    | 158    | 104    | 28     | 26     |
| Celkově         | Celkově         | Celkově         | 311    | 185   | 54     | 72     | -                         | -              | 35             | 24             | 6              | 5              | -                | -                    | 63                   | 29                   | 13                   | 21                   | -                    | 409    | 238    | 73     | 98     |

## Úspěchy

### Hráčské
Novara
- 1× vítěz 4. italské ligy (1995/96)

Lumezzane
- 1× vítěz 4. italské ligy (1996/97)

Lazio
- 1× vítěz 1. italské ligy (1999/00)
- 3x vítěz Italského poháru (1999/00, 2003/04, 2008/09)
- 2x vítěz Italského superpoháru (2000, 2009)
- 1x vítěz Superpoháru UEFA (1999)

### Trenérské
- vítěz italské ligy (1x)

Inter: 2023/24
- vítěz italského poháru (3x)

Lazio: 2018/19

Inter: 2021/22, 2022/23
- vítěz italského superpoháru (5x)

Lazio: 2017, 2019

Inter: 2021, 2022, 2023